# Американская ассоциация геологов-нефтяников
Американская ассоциация геологов-нефтяников (англ. American Association of Petroleum Geologists; AAPG) — одно из крупнейших в мире профессиональных геологических обществ, насчитывающее более 35 тысяч членов (2017). Ассоциация продвигает геологию нефти, природного газа и других подземных минеральных ресурсов. Развивает и обосновывает технологию разведки и производства этих ископаемых.
В состав ассоциации входил Харрисон Шмитт, астронавт США, побывавший на Луне.
Почти треть современных членов ассоциации проживает вне США.

## История
AAPG была основана в 1917 году, её штаб-квартира находится в Талсе, Оклахома.
С годами деятельность AAPG расширилась, теперь она объединяет не только геологию, но также геофизику, геохимию, инженерию и инновационную аналитику, чтобы обеспечить более эффективные и безопасные подходы к разработке всех наземных источников энергии, с заботой об окружающей среде.
Организация проводит ежегодные собрания, техническую конференцию и выставку, спонсирует другие конференции и образовательные программы для своих членов по всему миру.
Подразделения:
- Отдел экологических наук о Земле
- Отдел профессиональных вопросов
- Отдел энергетики и полезных ископаемых.

## Награды и премии
На съездах и международных конференциях AAPG отмечает выдающийся вклад в области нефтяных геонаук различными наградами, включая Мемориальную премию Сидни Пауэрса, премию Мишеля Т. Халбути за выдающееся лидерство, премию имени выдающегося педагога Гровера Э. Мюррея, Мемориальную премию Уоллеса Пратта. и Мемориальная награда Зияда Рафика Бейдуна.
- AAPG IBA (Премия Imperial Barrel Award) — вручается сразу же после конкурса IBA, который проводится на ежегодном съезде в этом году.

Ассоциация способствует вовлечению студентов в профессию, проводя ежегодный конкурс Imperial Barrel Award, на котором аспирантам-геологам предлагается сделать карьеру в энергетической отрасли.

## Вклад в геологию
Корреляция стратиграфических единиц Северной Америки (COSUNA) была проектом AAPG, результатом которого стала публикация шестнадцати корреляционных карт, отражающих современные концепции стратиграфии Северной Америки.
В 1960-х годах AAPG поддержала революционную тогда идею тектоники плит (против изостазии) и рассматривала тектонику плит как ключ к эволюции бассейнов и, следовательно, к образованию нефти и газа. Примером может служить работа Тани Этуотер по тектонике плит. В целом женщины-геологи сыграли важную роль в 100-летней истории AAPG как ученые и руководители.
AAPG сотрудничает с научными организациями, такими как USGS, чтобы применить новые научные достижения в области генерации, миграции и улавливания нефти и газа. Результаты принесли новое понимание сверхглубоководных водоемов (например, у побережья Бразилии). Дальнейшее понимание типов керогена и развития естественных трещин привело к лучшему пониманию сланцевых ресурсов и внесло свой вклад в «сланцевую революцию». Кроме того, AAPG внимательно изучила роль независимых нефтяных компаний в развертывании новых технологий, используемых в новых типах месторождений, таких как сланцы.
AAPG поддерживает геомеханику, чтобы иметь возможность прогнозировать поровое давление и избегать опасностей при бурении. AAPG также поддерживает исследования, связанные с влиянием политики утилизации попутной воды путем закачки её в глубокие пласты. С 2009 года проводятся семинары и форумы (семинары по геофизическим технологиям) для анализа проблем и обсуждения решений. Они проводились по всему миру и подтверждаются презентациями. Презентации семинаров были доступны бесплатно через онлайн-журнал открытого доступа AAPG, Search and Discovery.

## Аффилированные организации
Организации и общества могут запросить присоединение к AAPG, если они соответствуют набору критериев, включая цели, совместимые с целями AAPG; членство не менее 60 % профессиональных геологов, имеющих ученые степени; распространение научной информации посредством публикаций или встреч; и членство не ограничено регионом.
- Питтсбургская ассоциация геологов-нефтяников[11]
- Питтсбургское геологическое общество
- Канадское общество геологов-нефтяников[12]
- Тихоокеанская секция AAPG (PSAAPG)[13]

## Публикации
AAPG издаёт научные журналы:
- AAPG Explorer
- AAPG Bulletin
- AAPG Memoir
- Interpretation, совместно с Обществом геофизиков-исследователей.

## Критика
В 2006 году AAPG подверглась критике за выбор автора Майкла Крайтона для получения премии в области журналистики за «Парк Юрского периода» и «за его недавний научно обоснованный триллер» Состояние страха", в котором Крайтон обличил свое неприятие научных доказательств антропогенного глобального потепления.
Дэниел П. Шраг, геохимик, который руководит Центром окружающей среды Гарвардского университета, назвал награду «полным позором», поскольку, по его словам, «отражает политику нефтяной отрасли и отсутствие профессионализма» со стороны ассоциации. Премия AAPG в области журналистики была отмечена как «выдающееся журналистское достижение в любой среде, которое способствует пониманию обществом геологии, энергетических ресурсов или технологий разведки нефти и газа». Название премии в области журналистики было изменено на «Науки о Земле в СМИ».
Критика привлекла внимание к заявлению о позиции AAPG от 1999 г. формально отвергается вероятность человеческого влияния на недавний климат. Совет Американской четвертичной ассоциации в критике награды написал, что «AAPG стоит особняком среди научных обществ в своем отрицании антропогенного воздействия на глобальное потепление».
Признавая, что предыдущее политическое заявление ассоциации по изменению климата «не было поддержано значительным числом наших членов и потенциальных членов», формальная позиция AAPG была пересмотрена и изменена в июле 2007 года. В новом заявлении формально признается, что деятельность человека по крайней мере один из факторов, способствующих увеличению выбросов углекислого газа, но не подтверждается её связь с изменением климата, утверждая, что его участники "разделены по степени влияния антропогенного CO 2 " на климат. AAPG также заявила о поддержке «исследований с целью сузить вероятностные диапазоны воздействия антропогенного CO2 на глобальный климат».
AAPG также отозвала свою предыдущую критику в отношении других научных организаций и исследований, заявив: «Некоторые модели климатического моделирования предсказывают, что тенденция к потеплению сохранится, как сообщалось через NAS, AGU, AAAS и AMS. AAPG уважает эти научные мнения, но хочет добавить, что текущие прогнозы потепления климата могут соответствовать хорошо задокументированным естественным изменениям климата в прошлом и наблюдаемым данным о температуре. Эти данные не обязательно подтверждают прогноз сценариев максимального случая в некоторых моделях».